# Koso Kazuhiro
Kazuhiro Koso (高祖 和弘, sinh ngày 6 tháng 3 năm 1959) là một huấn luyện viên và cựu cầu thủ bóng đá người Nhật Bản.

## Sự nghiệp Huấn luyện viên
Kazuhiro Koso đã dẫn dắt Sagan Tosu.